# Lambert Lombard
Pour les articles homonymes, voir Lombard.
Lambert Lombard, né à Liège en 1505 ou en 1506 et mort dans la même ville en août 1566, est un artiste wallon de la Renaissance, à la fois peintre, architecte, archéologue, collectionneur, numismate, mythographe, homme de lettres, historien de l'art et maître d'une académie de grande réputation.

## Biographie
Il effectue quelques voyages en Allemagne, en France et à Middelbourg aux Pays-Bas.
En 1537, il est envoyé à Rome par le prince-évêque de Liège Érard de La Marck pour y acheter des œuvres d'art et parfaire ses connaissances. Il y découvre les grands maîtres de la Renaissance.
À son retour, il fonde la première académie d'art à voir le jour en Europe du Nord.
Il participe aux chantiers de reconstruction de la ville de Liège et contribue à introduire dans la principauté de Liège l'architecture de la « Renaissance classique ».

## Œuvre

### Architecture
- L'hôtel Torrentius, édifié pour le compte de Lieven van der Beke, chanoine de la cathédrale Saint-Lambert de Liège, puis évêque d'Anvers. Le bâtiment a été restauré dans les années 1980 par l'architecte Charles Vandenhove ;
- Le portail de style Renaissance de l'église Saint-Jacques à Liège, en (1558).

### Peinture
Une trentaine de tableaux sont connus:
- Les Femmes vertueuses, série de 8 tableaux 4 sont exposés au Grand Curtius et les quatre autres se trouvent dans l’église de Stokrooie
- Le retable de la Collégiale Saint-Denis de Liège
  - Saint Denis refusant de sacrifier au dieu inconnu (avers), huile sur bois, au Musée des beaux-arts de Liège.
- La multiplication des pains ;
- Le triptyque de la Collégiale Saint-Pierre de Douai.
- Autoportrait (voir l'infobox) ;

### Dessin
- Plus de 800 dessins ; dont les albums dits d'Arenberg et de Clérembault[1], qui rassemblent 738 dessins[2].

### Estampe
De nombreuses estampes ont été réalisées d'après les compositions de Lambert Lombard.
- Le lavement des pieds, Hans I Collaert, d'après Lambert Lombard, burin, 1557-1564, Musée Wittert, Liège, inv. 1725[3]
- La Cène, Giorgio Ghisi, d'après Lambert Lombard, burin, 1551, Musée Wittert, Liège, inv. 1719[3]

### Vitraux
- Les vitraux de l'ancienne cathédrale Saint-Lambert de Liège ;

## Galerie

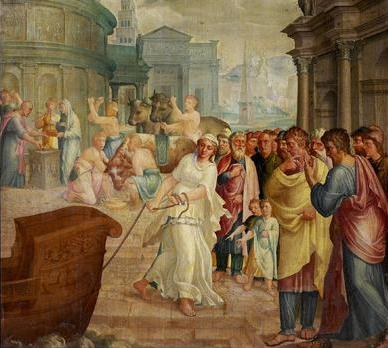
La vestale Claudia tirant le bateau de Cybèle, peinture du cycle Les Femmes vertueuses
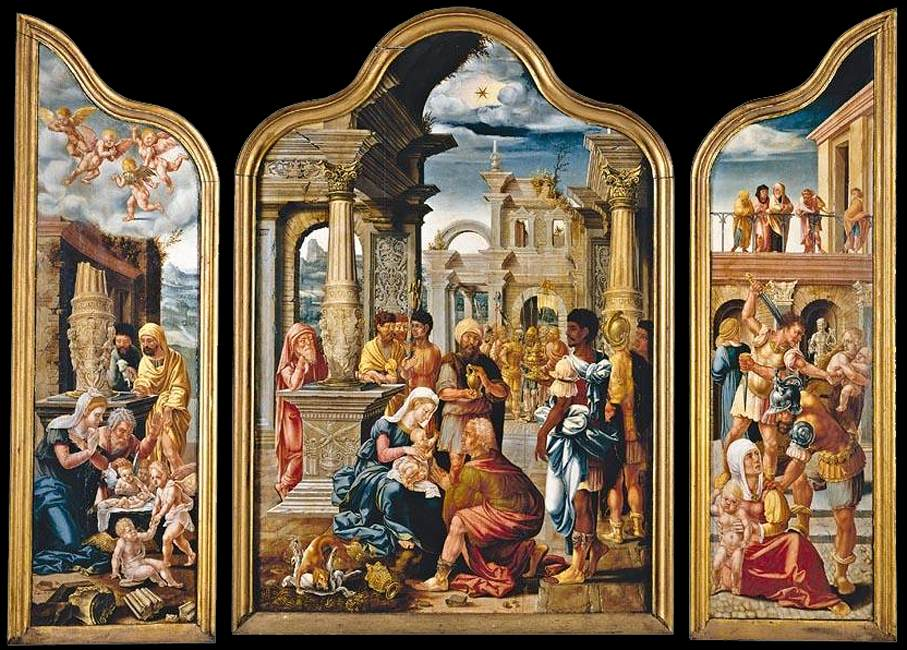
Triptyque Naissance du Christ (ca 1533)
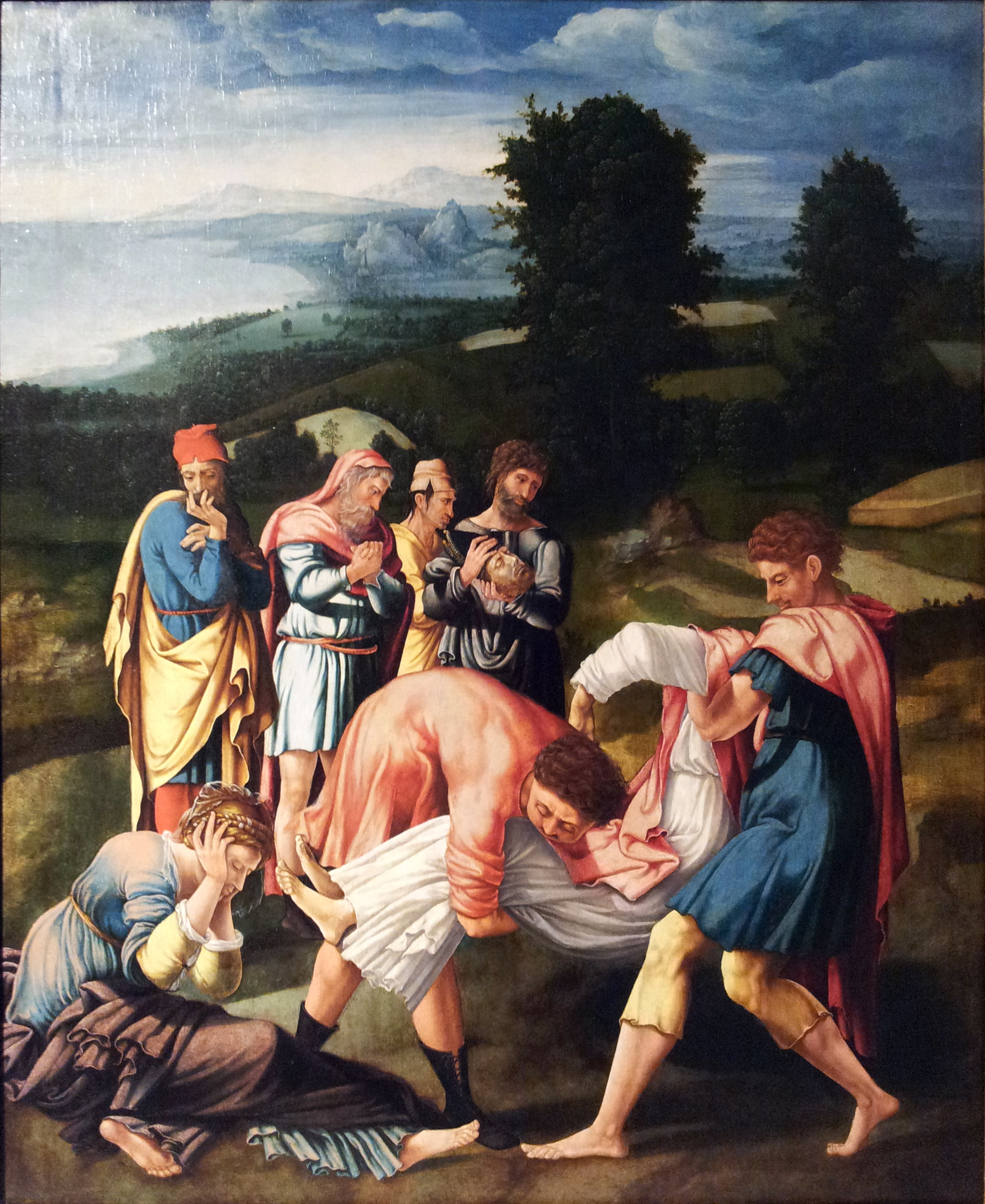
Inhumation de Saint-Denis (ca 1533)
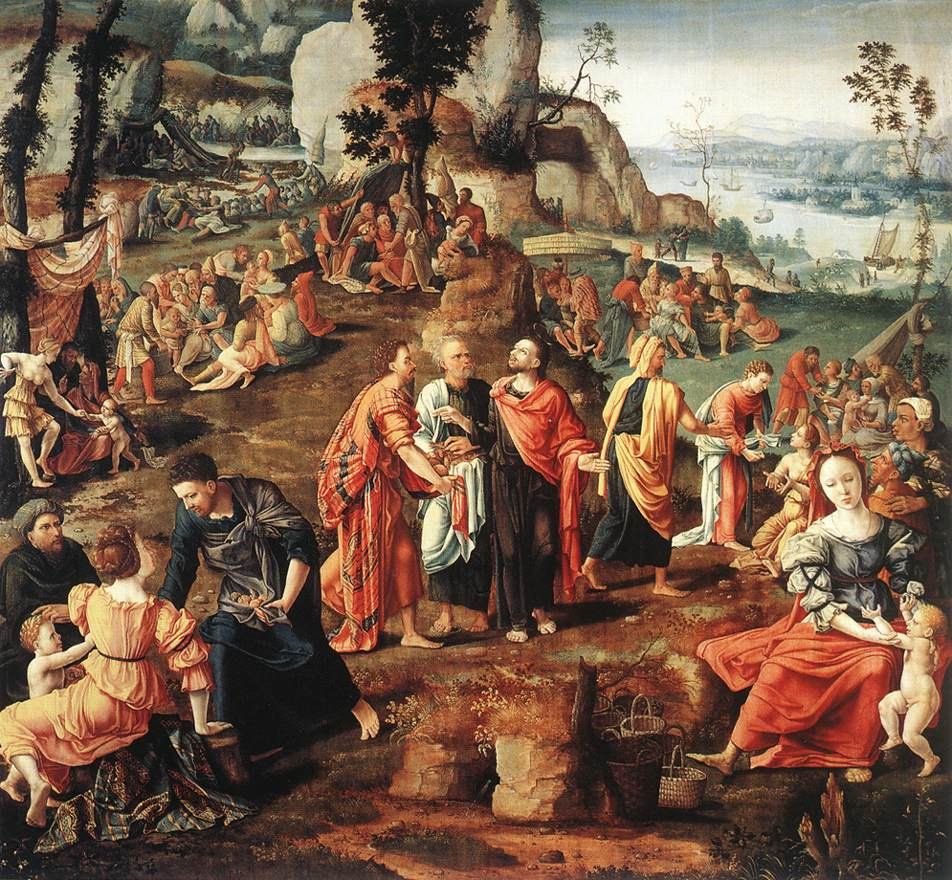
Le Miracle des Pains
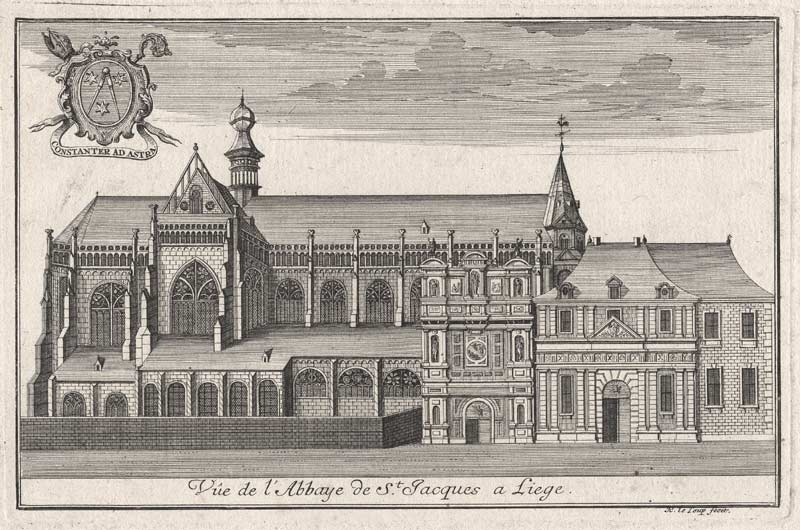
L'église Saint-Jacques-le-Mineur en 1792 avec, au centre, le portail de Lambert Lombard
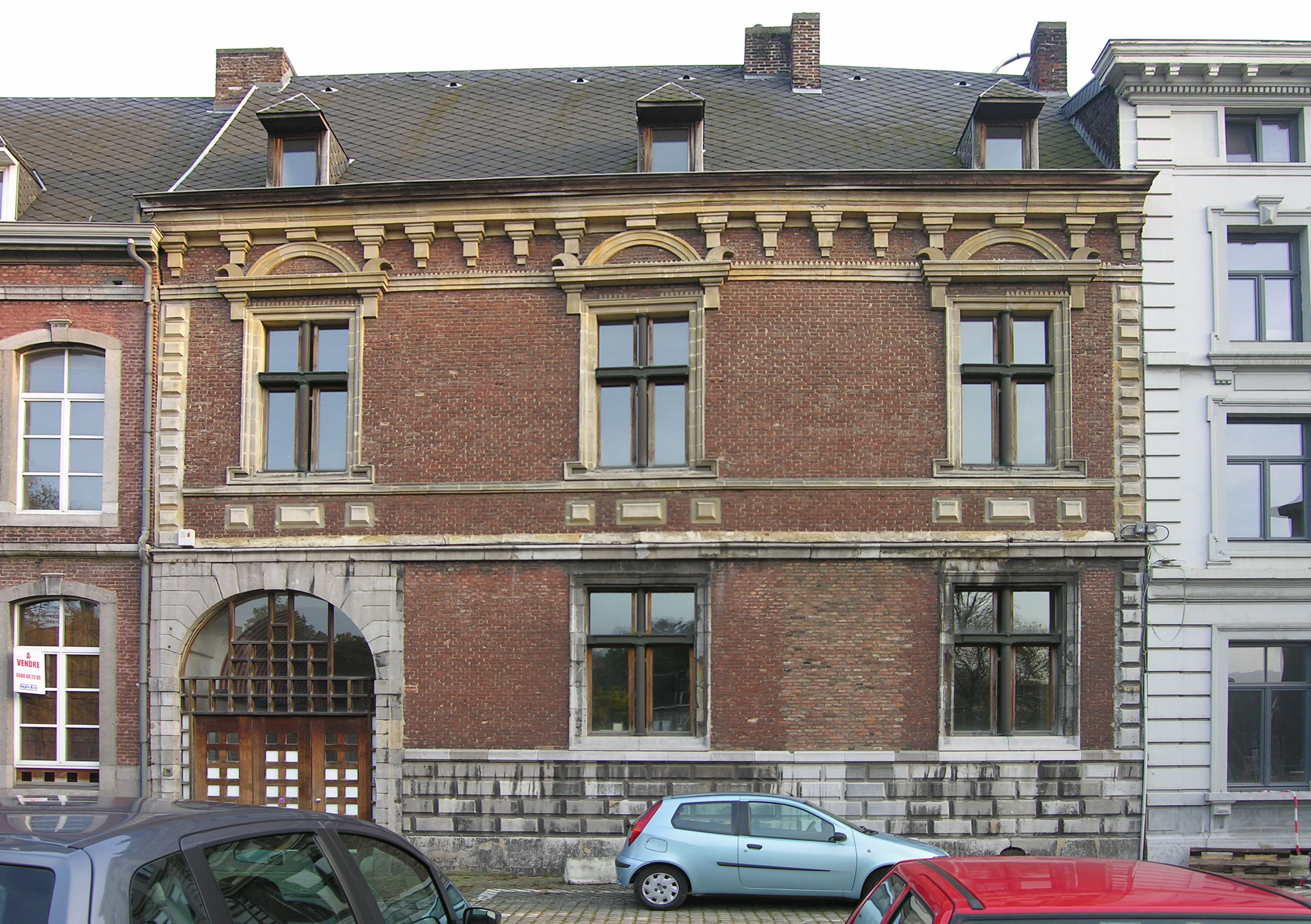
Hôtel Torrentius, Liège

## Hommages

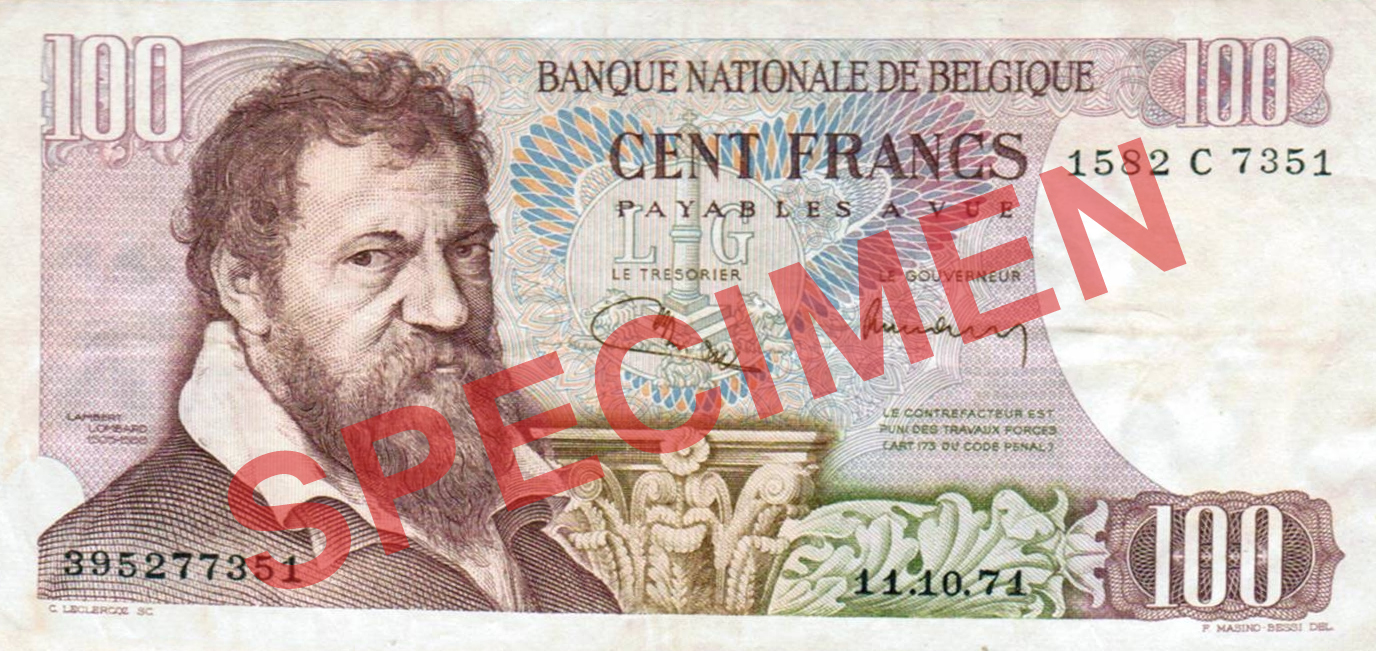
Autoportrait de Lambert Lombart sur un billet de 100 francs belges.

On trouve son effigie dans Les effigies des peintres célèbres des Pays-Bas de Dominique Lampson.
Le nom de Lambert Lombard avait été donné à l'Institut supérieur d'architecture intercommunal de Liège, fusionné à partir de 2010 avec l'Institut supérieur d'architecture Saint-Luc de Wallonie, pour constituer la faculté d'Architecture de l'université de Liège.
L'autoportrait de Lambert Lombard figure sur l'antépénultième série des billets-monnaie de 100 francs belge.
La rue Lambert Lombard située au centre de Liège lui rend hommage.

#### Monographies
- Lambert Lombard et son temps, catalogue d'exposition, Liège, Musée de l'Art wallon, 30 septembre - 31 octobre 1966.
- Godelieve Denhaene, Lambert Lombard, album de Clerembault 1505-1565/6, Bruxelles, Fondation Roi Baudouin, 2001, 40 p. (ISBN 2-87212-356-3 et 9782872123568, OCLC 738688742)
- Godelieve Denhaene (dir.) et al., Lambert Lombard. Peintre de la Renaissance. Liège 1505/06-1566. Essais interdisciplinaires et catalogue de l'exposition, Bruxelles, Institut royal du patrimoine artistique, coll. « Scientia Artis » (no 3), 2006, 534 p. (OCLC 74142947).

#### Articles
- Stanislas Bormans, « Privilèges des marchands lombards au pays de Liège, en 1548 », Bulletin de l'institut archéologique liégeois, Liège, t. VII,‎ 1865, p. 523-529 (ISSN 0776-1260, lire en ligne).

- Ulysse Capitaine, « Étude sur Lambert Lombard, peintre liégeois, 1506-1566 », Bulletin de l'institut archéologique liégeois, Liège, t. III,‎ 1857, p. 167-189 (ISSN 0776-1260, lire en ligne).

- René Jans, « Une œuvre architecturale authentique de Lambert Lombard identifiée à Liège : l'hôtel Torrentius », Bulletin de la société royale Le Vieux-Liège, t. VII, no 159,‎ 1967, p. 213-219 (ISSN 0776-1309).

- Marthe Küntziger, « Un dessin de Lambert Lombard au British Museum », Chronique archéologique du pays de Liège, t. XII, no 4,‎ juillet-août 1921, p. 50-51 (lire en ligne).

- Marylène Laffineur-Crepin, « Le « Repas chez Simon » de Lambert Lombard », Bulletin de l'institut archéologique liégeois, Liège, t. XCVIII,‎ 1986, p. 351-357 (ISSN 0776-1260).
- Cécile Oger et Dominique Allart, « La copie chez Lambert Lombard : procédés et fonctions », dans La peinture ancienne et ses procédés: copies, répliques, pastiches, Peeters Publishers, 2006, 326 p. (ISBN 9042917768 et 9789042917767, lire en ligne), p. 249-257.
- Joseph Philippe, « Lambert Lombard et son école. À propos d'une pièce d'argenterie inédite de 1564 », Chronique archéologique du pays de Liège, t. LVII, no 1,‎ janvier-mars 1966, p. 22 (lire en ligne).

- Jean Yernaux, « Lambert Lombard », Bulletin de l'institut archéologique liégeois, Liège, t. LXXII,‎ 1957-1958, p. 267-372 (ISSN 0776-1260, lire en ligne [PDF]).